# Melanagromyza rosales
Melanagromyza rosales är en tvåvingeart som beskrevs av Norman E. Woodley 1995. Melanagromyza rosales ingår i släktet Melanagromyza och familjen minerarflugor.
Artens utbredningsområde är Costa Rica. Inga underarter finns listade i Catalogue of Life.